# Osowo (województwo warmińsko-mazurskie)
Osowo (niem. Ossöwen) – wieś w Polsce położona w województwie warmińsko-mazurskim, w powiecie gołdapskim, w gminie Gołdap.
W latach 1975–1998 miejscowość położona była w województwie suwalskim.
Podczas akcji germanizacyjnej nazw miejscowych i fizjograficznych (tzw. chrzty hitlerowskie) utrwalona historycznie nazwa niemiecka Ossöwen została w 1938 r. zastąpiona przez administrację nazistowską sztuczną formą Ossau.
Urodził się tu Feliks Dzikielewski – podpułkownik łączności Wojska Polskiego, „cichociemny”.